# Trithemis furva
Trithemis furva е вид водно конче от семейство Libellulidae. Видът не е застрашен от изчезване.

## Разпространение
Разпространен е в Ангола, Ботсвана, Демократична република Конго, Екваториална Гвинея (Биоко), Еритрея, Етиопия, Замбия, Зимбабве, Камерун, Кения, Лесото, Мадагаскар, Малави, Мозамбик, Намибия, Саудитска Арабия, Свазиленд, Северен Йемен, Сомалия, Судан, Танзания, Уганда, Чад, Южен Йемен и Южна Африка (Гаутенг, Западен Кейп, Източен Кейп, Квазулу-Натал, Лимпопо, Мпумаланга, Северен Кейп, Северозападна провинция и Фрайстат).